# Maasbree
Maasbree est un village des Pays-Bas de la province du Limbourg, faisant partie de la commune de Peel en Maas.

## Toponymie
Bree en limbourgeois ou Brée en français serait, selon les latinistes, l'évolution simple du terme Brea, après altération de Braeca.

## Histoire de la commune
Brée, sous l'appellation française "mairie de Brée" préservée dans la mémoire des habitants, est un chef-lieu de canton du département de Meuse inférieure en 1795, sous administration de la première République Française. Brée est souvent qualifié de ville sans en avoir l'aspect concret, à l'instar des gros villages agricoles voisins.
Une réduction du nombre des justices de paix, à la suite de celles des communes reconnues, est entérinée de manière autoritaire par le Consulat : 23 justices de paix sont maintenues en Meuse inférieure. Dans le troisième arrondissement communal de Ruremond, il en reste sept chefs-lieux, parmi lesquels figure Brée. Cette justice de paix regroupe les communes de Beek, Bockholt, Brée, Ellicom, Gerdingen, Gruytroode, Meuwen, Opp-Itter, Reppel, Tongerloo, Wyshaagen. 
Comme l'administration d'état française n'a pu être effacée et a été maintenue dans ses grandes lignes directrices, les autorités néerlandaises ont conféré aux communes maîtresses des armes héraldiques pour justifier en un judicieux après coup leurs fonctions administratives. Les armes de Maasbree ont été attribuées officiellement le 17 novembre 1853, à la suite d'une décision ministérielle du 17 septembre de la même année. Le noble ministre Z.E van Reenen a choisi au chef (au sommet) d'or (fond jaune) du bouclier un aigle de sable (un aigle noir), un cerf ailé porteur d'une croix entre ses cornes, le tout en or, en partie gauche d'azur (fond bleu) du bouclier et un cerf bondissant en partie droite de gueule (fond rouge) du même bouclier. Si le cerf à la croix d'or est une allusion au saint patron des Ardennes, Hubert, l'aigle rappelle la tutelle du saint Empire sur cette Haute Gueldre rhénane.
Maasbree a été une commune indépendante jusqu'au 1er janvier 2010. À cette date, elle a fusionné avec Kessel, Meijel et Helden pour former la nouvelle commune de Peel en Maas.

Situation de l'ancienne commune de Maasbree

La commune avait une superficie de 49,93 km2. Au 1er août 2006, elle comptait 13 085 habitants. En plus de Maasbree, elle englobait le village de Baarlo et plusieurs hameaux.